# Tích phân mặt
Trong toán học, tích phân mặt là một tích phân xác định được tính trên một bề mặt (có thể là tập hợp các đường cong trong không gian); nó có thể được xem là một tích phân kép của từng tích phân đường. Trên một bề mặt cho trước, phép tính tích phân này có thể tính cho các trường vô hướng của nó (đó là các hàm trả về các giá trị số), và trường vector (các hàm trả về giá trị vectơ).
Các tích phân mặt có nhiều ứng dụng trong vật lý, đặc biệt trong học thuyết cổ điển của điện từ. 

Định nghĩa tích phân mặt dựa trên việc chia mặt phẳng thành các phần tử nhỏ.

Minh họa phần tử bề mặt riêng lẻ. Các phần tử này được chia ra rất nhỏ bằng phương pháp giới hạn, do đó nó gần giống với một bề mặt.

## Cách tính tích phân mặt loại 1
Để tính toán cụ thể một tích phân mặt, chúng ta cần tham số hóa S bằng cách biểu diễn S trong một hệ tọa độ cong, giống như là kinh độ và vĩ độ trên một mặt cầu. Hãy gọi một tham số hóa đó là x(s, t), với (s, t) thay đổi trong một miền T trong một mặt phẳng. Khi đó, tích phân mặt sẽ được cho bởi công thức sau
{\displaystyle \int _{S}f\,dS=\iint _{T}f(\mathbf {x} (s,t))\left|{\partial \mathbf {x}  \over \partial s}\times {\partial \mathbf {x}  \over \partial t}\right|ds\,dt}
Biểu thức giữa 2 đường vạch thẳng là độ lớn của tích vectơ của các đạo hàm riêng của x(s, t), và được biết như là đơn vị bề mặt.
Ví dụ như, nếu như chúng ta muốn tìm diện tích bề mặt của một bề mặt nào đó, ví dụ {\displaystyle z=f\,(x,y)}, ta có
{\displaystyle A=\int _{S}\,dS=\iint _{T}\left\|{\partial \mathbf {r}  \over \partial x}\times {\partial \mathbf {r}  \over \partial y}\right\|dx\,dy}
với {\displaystyle \mathbf {r} =(x,y,z)=(x,y,f(x,y))}. Do đó {\displaystyle {\partial \mathbf {r}  \over \partial x}=(1,0,f_{x}(x,y))}, và {\displaystyle {\partial \mathbf {r}  \over \partial y}=(0,1,f_{y}(x,y))}. Do vậy, 
{\displaystyle {\begin{aligned}A&{}=\iint _{T}\left\|\left(1,0,{\partial f \over \partial x}\right)\times \left(0,1,{\partial f \over \partial y}\right)\right\|dx\,dy\\&{}=\iint _{T}\left\|\left(-{\partial f \over \partial x},-{\partial f \over \partial y},1\right)\right\|dx\,dy\\&{}=\iint _{T}{\sqrt {\left({\partial f \over \partial x}\right)^{2}+\left({\partial f \over \partial y}\right)^{2}+1}}\,\,dx\,dy\end{aligned}}}
và đó là công thức quen thuộc để đi tìm diện tích của một bề mặt nào đó.
Chú ý là do sự hiện diện của tích vec tơ, các công thức trên chỉ có giá trị khi các bề mặt được đặt trong không gian 3 chiều.
còn có tích phân mặt loại 2